# Victor Carpentier
Victor Eugène Petrus Carpentier, né le 31 mars 1878 à Gand et y décédé le 24 octobre 1938 fut un homme politique libéral belge.
Carpentier fut ingénieur, banquier, administrateur de sociétés, échevin de la ville de Gand, sénateur provincial de la province de Flandre-Orientale (1921-29) et sénateur coopté (1932-36).

## vSourcesv
- vLiberaal Archief